# 10771 Ouro Prêto
10771 Ouro Prêto là một tiểu hành tinh vành đai chính với chu kỳ quỹ đạo là 1922.3222678 ngày (5.26 năm).
Nó được phát hiện ngày 15 tháng 11 năm 1990.